# بورس اندونزی
بورس اندونزی (انگلیسی: Indonesia Stock Exchange) بازار بورس اوراق بهادار اندونزی است، که در دسامبر ۱۹۱۲ در دوران هند شرقی هلند تأسیس شد. هم‌اکنون (۲۰۱۷) سهام ۵۶۷ شرکت در بورس اندونزی دادوستد می‌شود. ساختمان اصلی محل برگزاری بازار بورس اندونزی در شهر جاکارتا مستقر می‌باشد.